# 도호쿠 복지대학
도호쿠복지대학 (東北福祉大學, 영어 : Tohoku Fukushi University )는 〒981-8522 미야기 현 센다이시 아오바 구쿠니미잇쵸메 8번 1호에 본부를 둔 일본의 사립 대학이다. 1962년에 설치되었다.대학의 약어는 TFU,東福大 (토후후쿠다이), 미야기 현에서는 福祉大라고 많이 부른다.

## 개요
1875년 ( 메이지 8년)에 昌傳庵 에 설립 된 조동종 전문支校이 전신이며, 고마자와 대학, 愛知学院大学(아이치학원대학), 鶴見大学(츠루미대학)과 자매교이다. 그 경위부터 교내에는坐禅堂가 좌선이 필수가 되고있다. 50년 이상 전부터 존재하는 복지계 대학으로서 日本社会事業大学(일본사회산업대학) · 일본 복지 대학과 함께 선구적인 전통있는 학교이며, 특히 동일본에서의 지명도는 현저하다. 버블 붕괴 후 여학생을 중심으로 안정적인 대학으로서 인기가 있다.
국가 자격 사회 복지사 나 정신 보건 복지사는일본사회산업대학· 일본 복지 대학과 함께 복지 세 대학으로 많은 합격자를 배출 해왔다. 2000년 이후 전국의 국공립 대학 · 유명 사립 대학을 포함 해 전국에서 복지계 대학이 난립하고 수험생의 선택이 퍼졌기 때문에 예전 만 못하게 되었지만, 현재에도 합격자는 전국에서도 상위에 위치한다. 전통과 실적에 지금도 홋카이도 토호쿠 관동에서 폭넓게 입학자를 모아 졸업생은 동일본 복지 업계의 다양한 곳에서 영향력을 가진다.
최근에는 간호와 의료 복지 계열 학부 인 건강 과학부의 신설, 의대 와 치대 가 없다 대학로서는 드문 대학 부속 병원인 '도호쿠 복지 대학 선단 병원'의 개업, 심지어 의대 설치 의향을 발표하는 등 의료 · 복지의 종합 대학으로의 발판을 굳히고 있다.

## 의대 설치 구상
2011년 ( 헤세이 23년) 1 월 도호쿠 복지 대학은 센다이 후생 병원 ( 재단법인厚生会県 · 일반 재단법인厚生会)과의 연계를 통해 의대 신설을 목표로 할 방침을 밝혔다. 계획된 의대는 센다이 후생 병원 외에도 도호쿠 복지 대학 선단 병원 등 대학 병원으로, 좌학 강좌는 같은 대학의 기존 시설을 이용하는데있어서 기존 학부와 협업이 상정되고 있다. 같은 해 6월에는 검토위원회가 설치되었지만, 동 11월에 발표된 계획서에 따르면, 의대 신설 사업 주체 인 도호쿠 복지 대학과 재단법인 후생 회가 자체 자금 110 억엔을 준비 학년 정원 100 명의 의대를 신설 할 계획으로 정했다.
2013년 11월, 시모무라 하쿠분(下村博文) 문부 과학상이 동북 대학 1 개교 의대 신설을 허용함에 따라  센다이 후생 병원 · 일반 재단법인 후생 회 측에서 같은 해 12 월에 학교 법인東北学院 반면 연계 정책을 추진하고 있다는 보도가 된  ,東北福祉大을 포함한 삼자 사이 등으로 협의를 진행 한 결과, 제휴처 최종적으로이 대학을 선택한다. 교사와 대학 부속 병원은 구리하라시 에 정비 할 방침을 밝혔다. 또한 미야기 현 과 동시에 대해 시내의 현립 순환기 · 호흡기 질환 센터와 栗原市立栗原中央病院의 양도를 신청하는 것으로하고있다  . 2015년 4월을 목표로하고 있던 개학 대학 관계의 준비가 늦는 위해 2016년 4월의 개설을 중심으로 검토가 진행되고 있다고 보도되었다.

## 포기
그러나 문부 과학성 에 제출 마감일 인 5월 30일이 다가오는 중, 소외 지역에 병원을 안고 의과 대학을 경영하게 되는福祉大에 의심을 가진 것으로, 오히려 의료 소외 지역 진출 에 승산을 발견 후생 병원 사이에 상충이 발생한 뒤  의대 병원의 병상 수와 재정 부담의 전망 등으로 보조가 갖추어지지 않고 포기하게 되었다.

## 도호쿠 복지 대학 부속병원설립(Tohoku Fukushi University Sendan Hospital)
의대설치를 포기했으나 이례적으로 의대, 치대가 없는 2008년 6월 도호쿠복지대학의 부속 병원이 개설되었다.
도호쿠복지대학(Tohoku Fukushi University Sendan Hospital) 부속병원-일본어 위키백과
https://ja.wikipedia.org/wiki/%E6%9D%B1%E5%8C%97%E7%A6%8F%E7%A5%89%E5%A4%A7%E5%AD%A6%E3%81%9B%E3%82%93%E3%81%A0%E3%82%93%E3%83%9B%E3%82%B9%E3%83%94%E3%82%BF%E3%83%AB
도호쿠복지대학(Tohoku Fukushi University Sendan Hospital) 부속병원홈페이지
https://www.tfu.ac.jp/hospital/index.html

## 연혁
- 순서
  - 1875년 - 宮城県미야기 현 센다이荒町의 奕葉山昌傳庵에 曹洞宗専門支校를 개교.
  - 1902년 - 조동종 둘째 중학교 숲으로 개칭.
  - 1926년 - 센단중학교로 개칭, 현재 위치로 이전.
  - 1947년 - 신제센단중학교를 설치.
  - 1948년 - 센단학원고등학교를 설치 동북 고등 불교 학원을 개설 (이듬해 폐지).
  - 1951년 - 학교 법인센단학원 설립.
  - 1957년 - 동북사회사업학교를 개설 (이듬해 폐지).
  - 1958년 - 東北福祉短期大学(도호쿠복지단기대학)을 설치, 센단학원고등학교를 동북 복지 단기 대학 부속 고등학교로 개칭.
  - 1962년 - 도호쿠 복지 대학을 설치. 사회 복지 학부 사회 복지학과를 설치.
  - 1962년 - 도호쿠복지단기 대학을 폐지 도호쿠복지단기대학 부속 고등학교를 도호쿠 복지 대학 부속 고등학교로 개칭.
  - 1965년 - 산업 복지학과를 설치.
  - 1968년 - 도호쿠 복지 대학 부속 고등학교가 센단학원고등학교로 독립 ( 1975년 폐지).
  - 1971년 - 사회 교육학과 불교 전수과를 설치.
  - 1973년 - 사회 복지학 전공과를 설치.
  - 1974년 - 복지 심리학과를 설치.
  - 1976년 - 대학원 사회 복지 대학원 사회 복지학 전공 석사 과정을 설치.
  - 1989년 - 구니미 캠퍼스 도호쿠 복지 대학 「東北福祉大学芹沢銈介美術工芸館」준공.
  - 1994년 - 구니미 캠퍼스 음악당「느티 나무 홀」준공.
  - 2000년 - 종합 복지 학부로 개칭. 정보 복지학과를 설치.
  - 2002년 - 대학원 종합 복지 연구과로 개칭. 통신 과정 (학부 · 대학원)을 설치.
  - 2006년 -
    - 어린이 과학부 아동 교육학과를 설치.
    - 건강 과학부 보건 간호학과를 설치.

  - 2007년 -
    - 스테이션 캠퍼스 건물 준공.
    - 특별 지원 학교 교사 일종 면허장의 교직 과정 설치 승인 된 기존 얻을 수 있었던 양호 학교 교사 일종 면허장에 해당하는 3 교육 영역에 청각 장애인 이 더해져, 같은 해 입학생부터 5 교육 영역 중 ' 시각 장애 사람 에 대한 교육 영역 '을 제외한 4 개 영역의 면허 취득이 가능하게 되었다. 통신 교육부 사회 복지학과에 대해서도 이에 준 생겼을 과정으로 변경되었다.
    - 같은 해 입학생부터 통신 교육부 사회 교육학과의 모집 정지.

  - 2008년 -
    - 건강 과학부 재활학과, 건강 과학부 의료 경영 학부, 종합 관리 학부 산업 복지 매니지먼트학과, 종합 경영 학부 정보 복지 매니지먼트학과를 설치. 학부 신설에 따라 같은 해 입학자의 종합 복지 학부 산업 복지학과 · 정보 복지학과의 2학과의 신규 모집을 정지.
    - 대학 부속 병원 「도호쿠 복지 대학 선단 병원」을 설립.

  - 2009년 - 개정 사회 복지사 및 개호 복지 사법 의 시행에 따라 종합 복지 학부 · 동 통신 교육부의 커리큘럼 대 개편을 실시했다.
  - 2012년 -
    - 개정 정신 보건 복지사 법 의 시행에 따라 종합 복지 학부 · 동 통신 교육부의 교육 과정 중 정신 보건 복지사 지정 과목을 중심으로 한 구조 조정을 실시.

  - 2014년 -
    - 유보 특례 강좌를 5년 한정으로 통신 교육부에 설치.
    - 올해 10 월 입학자부터 통신 교육부 의 교육 과정 이수 희망자 접수 정지 (교직 과정 폐지는 2018년3 월 예정)  .

  - 2015년 -
    - 같은 해 입학자부터 학부 개편. 종합 복지 학부 사회 교육학과와 아동 과학부 아동 교육학과를 통합 한 교육 학부 교육학과 ( 초등 교육 전공 · 중등 교육 전공)를 설치하고, 새롭게 종합 복지 학부 복지 행정학과를 신설 (2014년 9월 1일 인가)  .
    - 통신 교육부의 캠퍼스를 신설 "센다이역 동쪽 출구 캠퍼스 '로 변경 (이곳은 요요 기 세미나 센다이 학교의 교사로居抜의해 설치).
    - 문부 과학성 설치인가하여 대학원 교육학 연구과 ( 석사 과정 )을 설치  .
    - 10월 18일 - 萩野浩基, 示寂 .
    - 12월 1일 - 학장에 오오타니 테츠오 가 취임.

  - 2016년
    - 3월 31일 - 통신 교육부 사회 교육학과 재학생이 모두 졸업 혹은 자퇴 한 것에 따라 폐과. 다음날부터 명실상부 한 2학과 제로가된다.
    - 10월 1일 - 당일 입학자부터 통신 교육부의 특별 지원 학교 교사 면허장의 교직 과정 희망자의 편입생 접수를 중지한다.

  - 2018년
    - 통신 교육부의 교육 과정 폐지  및 공인 심리 사 수험 자격 과정의 신설에 따른 심리 계 과목의 개편에 따라, 관련 과목의 일부 개폐 또는 교육 과정 인증을 위한 과정 인증에 엄격하지 않은 형태의 과목 개편을 실시했다.

  - 2019년
    - 「東北福祉大学芹沢銈介美術工芸館」을 센다이역 동쪽 출구 캠퍼스로 이전  .
    - 개정 사회 복지사 및 개호 복지 사법 및 개정 정신 보건 복지사 법 의 시행에 따라 종합 복지 학부 · 동 통신 교육부의 커리큘럼 대 개편을 실시 할 예정이다.
    - 12월 1일 - 학장에 千葉公慈 취임